# Pan tesinés
El pan tesinés o pane ticinese es un pan blanco hecho tradicionalmente en el cantón del Tesino, pero presente también en el resto de Suiza, donde se le conoce con este nombre (alemán: Tessinerbrot; francés pain tessinois). En Tesino se le dan varios nombres específicos de la región, incluyendo pane riga, reale o lireta.
El pan es distinguible por su forma (está compuestos de varias pequeñas piezas o rollos preparados para ser rotos con las manos) y por la adición de aceite a la masa, que lo hace especialmente suave.

## Historia

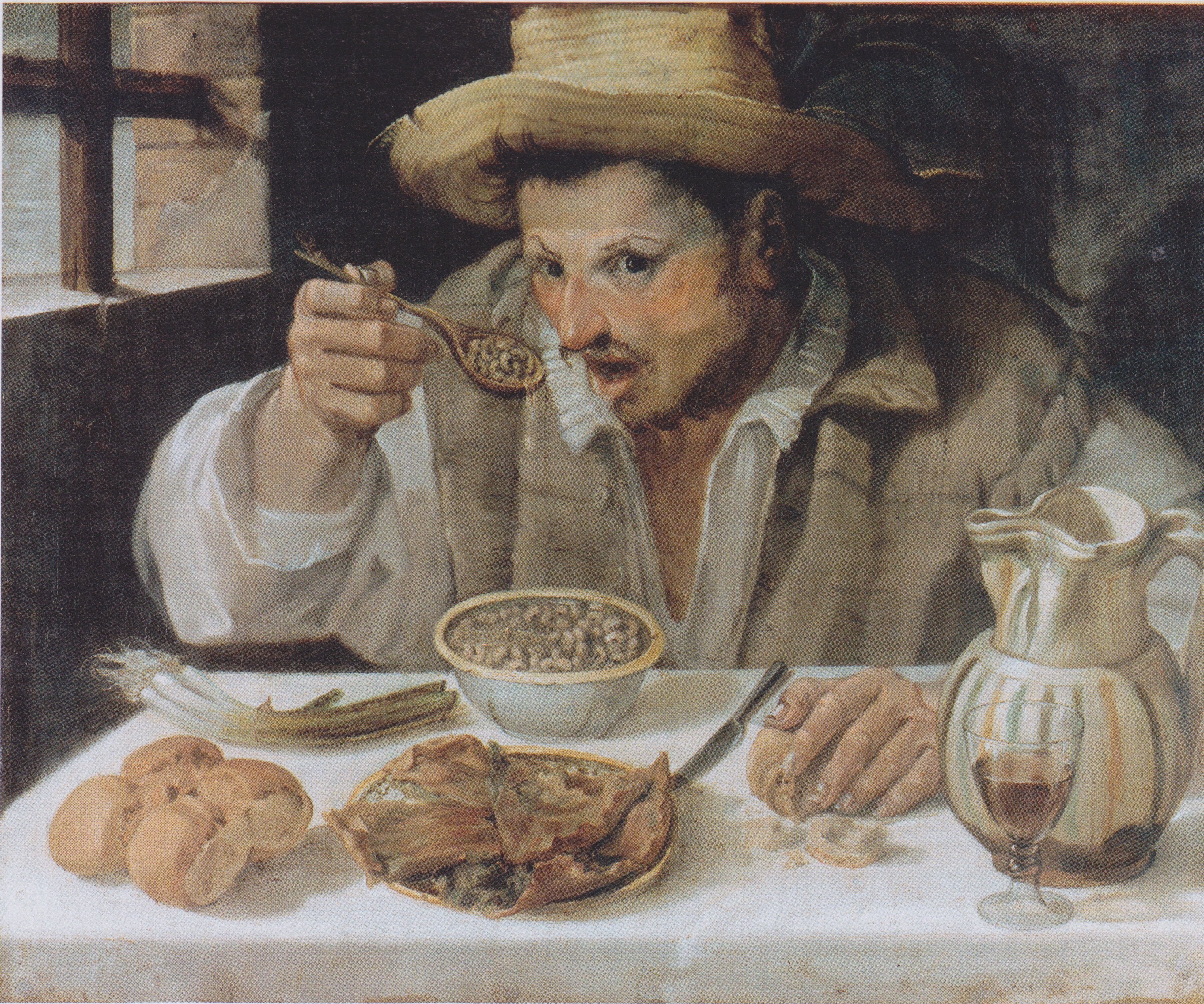
Un pan parecido representado en el Hombre comiendo judías de Annibale Carracci (1584).

Hasta principios del siglo XX, el pane ticinese y otros panes blancos eran alimentos de lujo que la mayoría de los tesineses no podían permitirse, siendo más frecuente el consumo de panes de harina de centeno o castaña.
El libro de los años 1903 Atlas of Swiss Folklore señala que el pan blanco hecho en Tesino se distingue de los demás por su reihenform o forma secuencial: está compuesto de varias pequeñas piezas pegadas entre sí, ideadas para separarlas con las manos. Uno de sus nombres en dialecto local, riia pan (‘pan en línea’) refleja este hecho. Esta forma fue llevada originalmente a Tesino desde Italia, donde se conocía desde mucho tiempo atrás. Una pintura de 1584 del artista italiano Annibale Carracci representa a un hombre sentado a la mesa, donde puede verse un pan muy parecido al tesinés.
Según el Atlas of Swiss Folklore, el pan tesinés de la época pesaba 1 kg y estaba compuesto por ocho piezas, vendiéndose entero o por trozos (medio, un cuarto, un octavo o un dieciseisavo).
El pan fue popularizado en el resto de Suiza en los años 1950 por la Asociación de Panaderos suiza, cuya escuela profesional en Richemont (Lucerna) desarrolló una línea de panes especiales basados en las tradiciones panaderas de cada cantón.

## Preparación
El pan tesinés se hace con una masa compuesta por agua, harina blanca, biga (una masa madre de harina, levadura y agua), sal y (solo en la receta contemporánea) algún aceite. Tras ser amasada, se divide en piezas redondas de unos 2 kg, que se dejan subir unos minutos antes de volver a amasarlas, aplanarlas y darles forma de pequeñas piezas individuales o michette (plural de michetta). A cada michetta se le da forma ovalada de unos 10 cm de largo, y se pegan entre sí hasta formar una pieza completa.
Tras pintarlas con huevo, se vuelve a dejar subir el pan hasta que su volumen se dobla, y entonces se hornea de 20 a 25 minutos a una temperatura de 190°C, hasta que la corteza está dorada.

## Uso
El pan tesinés se consume diariamente. Está disponible en la mayoría de panaderías y supermercados suizos, vendiéndose típicamente como una pieza compuesta de 4 a 6 porciones de 250 g, con una longitud media de 20 a 25 cm. Cuando se endurece, se emplea en Tesino para hacer torta leventinese, un tipo de budín de pan.